# ۴۹۴ (میلادی)
۴۹۴ (میلادی) چهارصد و نود و سومین سال تقویم میلادی است.

## درگذشتگان
‎